# Pradosia kuhlmannii
Pradosia kuhlmannii är en tvåhjärtbladig växtart som beskrevs av Joaquim Franco de Toledo. Pradosia kuhlmannii ingår i släktet Pradosia och familjen Sapotaceae. IUCN kategoriserar arten globalt som starkt hotad. Inga underarter finns listade i Catalogue of Life.